# Nomingia
Nomingia là một chi khủng long, được Barsbold Osmólska Watabe P. Currie & Tsogtbaatar mô tả khoa học năm 2000.